# Онгарбаев, Кыдыргали
Кыдыргали Онгарбаев (род. 24 октября 1994, Шардара, Туркестанская область) — казахстанский армрестлер, неоднократный чемпион мира по армрестлингу среди профессионалов, трехкратный чемпион Азии, многократный чемпион Казахстана, золотой призер «Злотого Тура» в категории до 95-ти кг, серебряный призер абсолютной категории. Мастер спорта международного класса Республики Казахстан по армрестлингу, участник престижного турнира «ТОП 8».

## Биография
Родился 24 октября 1994 года в городе Шардара, который находится на юге Казахстана. Начал заниматься армрестлингом с 10 лет в местном клубе «Шардара Армспорт». Под руководством главного тренера и основателя клуба «Шардара Армспорт» — Армана Карсыбаева добился успеха в спорте и в 2012 году стал обладателем золота на чемпионате мира среди юниоров.

## Карьера
На чемпионате мира в 2012 году стал обладателем золота в юниорской возрастной категории и получил бронзу среди взрослых в весовой категории до 80 килограммов.
В 2013 году стал третьим в категории до 95 кг на Nemiroff World Cup под эгидой Professional Armwrestling League USA.
На турнире А1 Russian Open 2014 завоевал бронзу обыграв таких именитых спортсменов как Евгений Прудник и Спартак Золоев в борьбе на левых, а также Артема Тайнов и Владимир Мнацаканян — на правых руках. За свою спортивную карьеру успел добиться звания мастера спорта международного класса Республики Казахстан, стать многократным чемпионом своей страны. Трижды становился чемпионом Азии.
В 2017 году, выступая на Кубке Мира среди профессионалов — «Злотый Тур» в весовой категории до 95 кг, занял первое место на правую руку. В абсолютной весовой категории занял второе место уступив только сильнейшему армрестлеру планеты — Левану Сагинашвили.
В 2018 году благодаря своему успешному выступлению на «Злотом Туре» получил приглашение на турнир «ТОП 8», на котором были собраны 8 сильнейших рукоборцев планеты вне зависимости от весовой категории. На этом турнире казахский атлет вошел в четверку сильнейших в мире, одолев спортсмена из Польши — Алекса Курдечу, который весил на 50 кг больше, чем сам Онгарбаев.

## Параметры
- рост — 186 см;
- вес — 105 кг;
- бицепс — 44 см;
- предплечье — 37 см.